# Sabine Arnhold
Sabine Arnhold (* 27. März 1960 in Woltersdorf) ist eine deutsche Schauspielerin, Synchron-, Hörbuch- und Hörspielsprecherin.

## Leben
Ihre Schauspielausbildung machte Sabine Arnhold an der Theaterhochschule „Hans Otto“ in Leipzig und absolvierte sie im Jahr 1984. Danach trat sie in verschiedenen Theatern auf, wie beispielsweise auf der Bühne in der Stadt Magdeburg, im Hans Otto Theater in Potsdam und im Alten Schauspielhaus Stuttgart.
Für öffentliche Rundfunkanstalten wie ARTE, ZDF, RBB, SWR und WDR sprach sie die Off-Stimme zu Literatur-, Dokumentations- und Featuresendungen, weiterhin ist sie in vielen Funk- und Fernsehwerbespots zu hören. Außerdem wirkte sie in bekannten Hörspielen wie Bibi Blocksberg, Alsterdetektive, Edgar Allan Poe -Reihe, Reihe Gruselkabinett und Anne in Avonlea mit.
Derzeit ist sie weitestgehend als Synchronsprecherin tätig und lebt in Berlin, aber sie beteiligte sich auch an Produktionen in Hamburg, Köln und München. Sabine Arnhold war jahrelang die Standardstimme der Walt-Disney-Zeichentrickfigur Daisy Duck. Sie wurde auch bekannt als Julie Cooper-Nichol aus der Familienserie O.C., California, die von der Schauspielerin Melinda Clarke gespielt wurde. Derzeit spricht sie Cheryl Hines in der Sitcom Lass es, Larry! und Mary Cooper in der Sitcom Young Sheldon, in 30 Rock synchronisiert sie Tina Fey und in der Krankenhausserie Dr. House ist sie als Dr. Lisa Cuddy (Lisa Edelstein) zu hören. In den beiden zuletzt genannten Produktionen arbeitet sie jeweils an der Seite von Klaus-Dieter Klebsch, der den männlichen Hauptrollen die deutsche Stimme verleiht.

## Synchronarbeiten (Auswahl)
Cheryl Hines
- 2007: Scrubs – Die Anfänger (Scrubs; Folge 5.05) als Paige
- 2007: Jennas Kuchen – Für Liebe gibt es kein Rezept (Waitress) als Becky
- seit 2008: Lass es, Larry! (Curb Your Enthusiasm) als Cheryl David

Cynthia Stevenson
- 2008: Dead Like Me – So gut wie tot (Dead Like Me) als Joy Lass
- 2009: So gut wie tot – Dead Like Me: Der Film als Joy Lass
- 2011–2012: Life Unexpected als Laverne Cassidy

Stimme von Daisy Duck
- 1999–2000: Neue Micky Maus Geschichten (Mickey Mouse Works)
- 2000: Donald Duck: Quack Attack
- 2001: Mickys fröhliche Weihnachten (Mickey’s Once Upon a Christmas)
- 2001–2003: Mickys Clubhaus (House of Mouse)
- 2004: Micky, Donald, Goofy – Die drei Musketiere (Mickey, Donald, Goofy: The Three Musketeers)
- 2004: Mickys turbulente Weihnachten (Mickey’s Twice Upon a Christmas)
- 2017–2021: DuckTales

Lola Glaudini
- 2006: Las Vegas (Folge 1.16) als A.J. Laveau
- 2006: Criminal Minds als Supervisory Special Agent Elle Greenaway
- 2006: Die Welt und Andy Richter (Andy Richter Controls The Universe; Folge 2.08) als Irina
- 2008: Criminal Intent – Verbrechen im Visier (Criminal Intent; Folge 7.04) als Leanne Baker

Melinda Clarke
- 2004–2007: O.C., California als Julie Cooper
- 2007: The District – Einsatz in Washington (The District, 5 Folgen) als Det. Olivia Cahill
- 2009: Chuck (Folge 2.02) als Sasha Banacheck
- 2010/2017: Vampire Diaries als Kelly Donovan

Tina Fey
- 2004: Girls Club – Vorsicht bissig! (Mean Girls) als Ms. Norbury
- 2006–2013: 30 Rock als Liz Lemon
- 2009: Lügen macht erfinderisch (The Invention of Lying) als Shelley
- 2010: Date Night – Gangster für eine Nacht (Date Night) als Claire Foster

Olivia d’Abo
- 2008–2010, 2012, 2014: Star Wars: The Clone Wars als Luminara Unduli
- 2019: Star Wars: Der Aufstieg Skywalkers als Luminara Unduli (Stimme)

Laurie Metcalf
- 2006: Desperate Housewives als Carolyn Bigsby
- 2008–2019: The Big Bang Theory als Mary Cooper
- seit 2018: Die Conners als Jackie Harris-Goldufski

Lisa Edelstein
- 2006–2012: Dr. House als Dr. Lisa Cuddy
- seit 2021: 9-1-1: Lone Star als Gwyneth Morgan

### Filme
- 1998: Ein Zwilling kommt selten allein (The Parent Trap), Elaine Hendrix als Meredith Blake
- 2001: A.I. - Künstliche Intelligenz als Ticket-Mädchen
- 2003: Tötet Smoochy (Death to Smoochy), Catherine Keener als Nora Wells
- 2004: Intime Fremde (Confidences trop intimes), Sandrine Bonnaire als Anna
- 2007: Loverboy, Sandra Bullock als Mrs. Harker
- 2007: The James Gang, Toni Collette als Julia Armstrong
- 2008: Ein einziger Augenblick (Reservation Road), Mira Sorvino als Ruth Weldon
- 2008: Die Unbekannte (La sconosciuta), Xenija Alexandrowna Rappoport als Irena
- 2009: Der Junge im gestreiften Pyjama (The Boy in the Striped Pyjamas), Vera Farmiga als Elsa, Brunos Mutter
- 2009: Crossing Over, Ashley Judd als Denise Frankel
- 2010: Mein Vater, seine Frauen und ich (The Six Wives of Henry Lefay), Andie MacDowell als Kate
- 2011: 127 Hours, Kate Burton als Arons Mutter
- 2012: Django Unchained, Laura Cayouette als Lara Lee Candie–Fitzwilly
- 2012: Die Schneekönigin – Eiskalt verzaubert als Schneekönigin
- 2012: Weihnachten mit Holly als Liz Cooper
- 2023: Mr. Monk’s Last Case: A Monk Movie als Trudy Monk
- 2024: Mufasa: Der König der Löwen als Eshe
- 2025: Ein Minecraft Film (A Minecraft Movie) als Marlene

### Serien
- 2002–2009: Monk, Lindy Newton als Trudy Allison (jung) sowie Stellina Rusich und Melora Hardin als Trudy Allison (erwachsen)
- 2003, 2007: Alias – Die Agentin (Alias), Gina Torres als Anna Espinosa
- 2005: Kingdom Hospital, Sherry Miller als Dr. Lona Massingale
- 2005: Rom (Rome), Polly Walker als Atia
- 2005–2008: Hier ist Ian, Patricia Drake als Vicky
- 2006–2008: Queer as Folk, Sherry Miller als Jennifer Taylor
- 2007–2010: Kyle XY, Marguerite MacIntyre als Nicole Trager
- 2007–2011: Alles Betty! (Ugly Betty), Vanessa Lynn Williams als Wilhelmina Slater
- 2010: Ghost Whisperer – Stimmen aus dem Jenseits, Victoria Rowell als Adrienne
- 2010–2011: Mit Schirm, Charme und Melone (The Avengers, 2./3. Staffel), Honor Blackman als Dr. Catherine Gale
- 2011–2012: Desperate Housewives, Vanessa Lynn Williams als Renee Perry
- 2011–2019: Die fantastische Welt von Gumball, Teresa Gallagher als Nicole Watterson
- seit 2012: Death in Paradise, Élizabeth Bourgine als Catherine
- 2012–2015: Shameless, Joan Cusack als Sheila Jackson
- 2012–2019: Veep – Die Vizepräsidentin, Julia Louis-Dreyfus als Selina Meyer
- 2017–2020: Tote Mädchen lügen nicht, Amy Hargreaves als Lainie Jensen
- 2018–2024: Young Sheldon, Zoe Perry als Mary Cooper
- 2022: Detektiv Conan: The Culprit Hanzawa als Hanzawas Mutter

### Videospiele
- 2022: Mario + Rabbids Sparks of Hope als Madame Bwahstrella[2]
- 2023: Final Fantasy XVI als Annabella Rosfield

## Theater
- 1990: William Shakespeare: Leben und Tod König Richard des Dritten (Königin Elisabeth) – Regie: Gert Jurgons (Hans Otto Theater Potsdam)

## Hörbücher (Auswahl)
- 2013: Die Winterrose von Jennifer Donnelly, OSTERWOLDaudio & Audible, ISBN 978-3-86952-149-7.
- 2015: Straße der Schatten von Jennifer Donnelly, OSTERWOLDaudio, ISBN 978-3-86952-277-7.
- 2019: THINK: SIE WISSEN, WAS DU DENKST! von Trent Kennedy Johnson (THINK: Sie wissen, was du denkst!, Titel 6) – Hörbuch-Download, Lübbe Audio, ISBN 978-3-8387-9219-4
- 2020: HEXENJÄGER von Max Seeck, Lübbe Audio, ISBN 978-3-7857-8215-6 (ungekürzt: Audible)
- 2021: Villa Fortuna: Eine deutsch-italienische Familiensaga von Antonia Riepp, Hörbuch Hamburg, ISBN 978-3-8449-2693-4
- 2021: Die verschwundene Schwester (Die sieben Schwestern 7) von Lucinda Riley, der Hörverlag, ISBN 978-3-8445-4092-5 (Ungekürzt: Audible)
- 2021: BERLIN FRIEDRICHSTRASSE: NOVEMBERSTURM von Ulrike Schweikert, Argon Verlag, ISBN 978-3-8398-1905-0
- 2022: Das Böse in deinen Augen von Jenny Blackhurst, Hörbuch-Download, Lübbe Audio, ISBN 978-3-8387-9716-8
- 2022: Sabaa Tahir: Das Leuchten hinter dem Sturm, Lübbe Audio/Audible, (Elias & Laia 4, gemeinsam mit Marie Bierstedt, Julia Stoepel, Reinhard Kuhnert (Schriftsteller) & Maximilian Artajo)
- 2023: Atlas - Die Geschichte von Pa Salt (Die sieben Schwestern 8) von Lucinda Riley, der Hörverlag, ISBN 978-3-8445-4092-5
- 2024: Das Vorkommnis von Julia Schoch, Argon Verlag, ISBN 978-3-7324-7400-4 (Hörbuch-Download)
- 2025: Wild nach einem wilden Traum von Julia Schoch, Argon Verlag & BookBeat, ISBN 978-3-7324-7699-2 (Biographie einer Frau 3, Hörbuch-Download)

## Auszeichnungen
- 2009: Deutscher Preis für Synchron für herausragende weibliche Synchronarbeit als Irena in Die Unbekannte